# El Combate (Madrid)
El Combate va ser un periòdic espanyol d'ideologia republicana i efímera existència publicat durant els anys 1870 i 1872. Fundat per José Paúl y Angulo, es va caracteritzar per la seva dura línia editorial, sent definit com a «intransigent», «ultrarradical», «subversiu i demagògic» —segons Pedro Gómez Aparicio— i de «caràcter militant». Aquesta primera època va estar compresa entre l'1 de novembre i el 25 de desembre de 1870. Les crítiques contra el general Prim van ser freqüents, fins i tot el va arribar a amenaçar de mort en les pàgines del periòdic. També eren blanc de les crítiques del diari Nicolás María Rivero i Felipe Ducazcal Lasheras.
Aquesta primera època va estar compresa entre l'1 de novembre i el 25 de desembre de 1870. Va sofrir els atacs de l'anomenada Partida de la Porra, l'objectiu de la qual era defensar els interessos del monarca Amadeu de Savoia, atacant i amenaçant als opositors al sistema. Segons un dels col·laboradors del periòdic, Francisco Flores García, era comú que els redactors d'El Combate tinguessin sempre un revòlver a mà per defensar-se en cas d'atac d'aquesta partida.
La segona època de publicació va tenir lloc entre l'1 de febrer i el 27 de setembre de 1872, sota la direcció de Francisco Rispá y Perpiñá, en la que es va temperar en certa manera la radicalitat de la publicació respecte a la primera època. Durant la primera época la seu del periòdic estava situada a la plaça de los Mostenses i durant la segona al carrer León, 27. El seu sucesor fou el diari La Lucha.